# Elizabeth Smart (victime d'enlèvement)
Cet article concerne la victime d'enlèvement. Pour l'écrivain canadien, voir Elizabeth Smart.
Elizabeth Ann Gilmour (née Smart le 3 novembre 1987) est une militante américaine pour la sécurité des enfants et commentatrice pour ABC News. Elle a attiré l'attention du pays à l'âge de 14 ans pour avoir été enlevée à son domicile de Salt Lake City par Brian David Mitchell. Ce dernier et son épouse, Wanda Barzee, l'ont retenue captive pendant neuf mois jusqu'à ce qu'elle soit secourue par des policiers dans une rue de Sandy, dans l'Utah.
Elizabeth a depuis continué à travailler comme activiste et défenseuse des personnes disparues. Sa vie et son enlèvement ont fait l'objet de nombreux livres et films non fictionnels.

## Jeunesse
Elizabeth Ann Smart est née le 3 novembre 1987 à Salt Lake City, en Utah, d'Edward ou « Ed » et de Lois Smart, mormons de l'Église de Jésus-Christ des saints des derniers jours. Deuxième des six enfants de la famille, elle a quatre frères et une sœur. 
Elizabeth a fréquenté la Bryant Middle School et la East High School à Salt Lake City. Puis elle a poursuivi ses étudies à l'université Brigham-Young, où elle a obtenu un baccalauréat en musique en interprétation à la harpe,.

## Enlèvement
Le 5 juin 2002, Elizabeth Smart, 14 ans, est enlevée de nuit, sous la menace d'un couteau ou d'un revolver, d'après sa petite sœur, dans la chambre de la maison familiale qu'elles partagent à Salt Lake City. Neuf mois durant, elle est violée quotidiennement, ligotée, et menacée de mort si elle tente de s'échapper. Elle est secourue par des policiers dans une rue publique de Sandy le 12 mars 2003, à 18 milles (29 km) de son domicile. Deux témoins ont reconnu ses ravisseurs, Brian David Mitchell et Wanda Ileen Barzee, après avoir vu leur portrait-robot dans un épisode d'America's Most Wanted. Mitchell, un vagabond et un prêcheur de rue mormon, effectuait de menus travaux chez les Smart au cours des semaines précédant le rapt, et s'était lié avec Elizabeth, qui lui apportait à manger.
Le tribunal a jugé Mitchell apte à subir son procès pour enlèvement et agression sexuelle. Et le 10 décembre 2010 il est reconnu coupable des deux chefs d'accusation. Le 25 mai 2011, il est condamné à deux peines d'emprisonnement à perpétuité dans une prison fédérale .
Le 16 novembre 2009, dans le cadre d'une négociation de peine avec les procureurs, Barzee plaide coupable d'avoir aidé son mari pour l'enlèvement d'Elizabeth Smart. Le 19 mai 2010, le juge fédéral Dale A. Kimball (en) la condamne à 15 ans de prison fédérale dont sont déduites, conformément à la négociation de peine entre la défense et les procureurs fédéraux, les sept années qu'elle a déjà purgées. Wanda Barzee, condamnée pour enlèvement et séquestration, a été libérée de prison 5 ans avant la date prévue, à l'âge de 72 ans. Selon le Salt Lake Tribune, les membres de sa famille à qui l’on a demandé de la prendre en charge ne pouvaient ou ne voulaient pas avoir affaire à elle. Dans un mail adressé au quotidien américain, Rhonda McLeod, son aînée, a écrit : «Où est sa place à part dans une prison ou à l’hôpital psychiatrique».

## Activisme et médiatisation

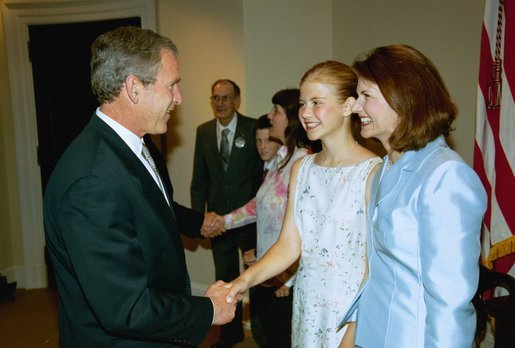
Elizabeth Smart (au centre) et sa mère Lois rencontrent le président américain George W. Bush dans la salle Roosevelt lors de la signature de la loi PROTECT de 2003

Le 8 mars 2006, Elizabeth Smart se présente devant le Congrès des États-Unis pour soutenir la législation sur les prédateurs sexuels et le système d'alerte AMBER. Le 26 juillet 2006, elle prend la parole après la signature de la loi Adam Walsh. En mai 2008, elle se rend à Washington où elle aide à présenter un livre intitulé You're Not Alone, publié par le département américain de la Justice. Il contient des entrées de textes la concernant ainsi que quatre autres jeunes adultes récupérés,. En 2009, elle commente l'enlèvement de Jaycee Lee Dugard, soulignant qu'il est improductif de s'attarder sur le passé,.
Le 27 octobre 2009, elle prend la parole lors de la Conférence des femmes (en) de 2009 en Californie, organisée par Maria Shriver , sur la manière de surmonter les obstacles de la vie. En 2011, elle crée la fondation Elizabeth-Smartvisant à apporter de l'espoir et mettre fin à la victimisation et à l'exploitation des agressions sexuelles par la prévention, le rétablissement et le plaidoyer. En mars 2011, elle est l'une des quatre femmes à recevoir un DVF Award (en) de la fondation familiale Diller-Von Furstenberg. Le 7 juillet 2011, ABC News annonce qu'Elizabeth Smart travaillera comme commentatrice, principalement sur les personnes disparues,.
En juillet 2012, la sororité nationale Theta Phi Alpha (en) lui décerne le prix de la médaille de Sienne, la plus haute distinction que l'organisation accorde à un non-membre. Cette médaille est ainsi nommée en référence à leur sainte patronne, Catherine de Sienne. Le 1er mai 2013, dans un discours prononcé lors d'une conférence sur la traite des êtres humains à l'université Johns-Hopkins, Elizabeth Smart discute de la nécessité de mettre l'accent sur l'estime de soi dans la lutte contre la traite des êtres humains, et de l'importance de dissiper les mythes culturels entourant la perte de valeur des filles lors d'un contact sexuel. Hantée par les viols de son ravisseur, elle rappelle l'impact destructeur de l'exposition à des programmes d'éducation sexuelle uniquement axés sur l'abstinence. Beaucoup d'entre eux enseignent qu'une fille sexuellement active s'apparente à un chewing-gum mâché. « Je me suis dit : 'Oh, mon Dieu, je suis ce morceau de chewing-gum mâché, personne ne re-mâche un morceau de chewing-gum, vous le jetez.' Et c'est comme ça qu'il est facile de sentir que vous n'avez plus de valeur », a-t-elle déclaré. « Pourquoi cela vaudrait-il même la peine de crier? Pourquoi cela ferait-il même une différence si vous êtes secouru? Votre vie n'a toujours aucune valeur. » Elizabeth Smart a ensuite demandé aux auditeurs d'éduquer les enfants sur l'estime de soi, en évitant de se considérer comme des victimes,.
En février 2014, Elizabeth Smart témoigne devant la Chambre des représentants de l'Utah en faveur de HB 286. Le projet de loi établirait un programme facultatif, à utiliser dans les écoles de l'Utah, pour dispenser une formation sur la prévention des abus sexuels sur les enfants. Début 2015, Faith Counts l'a présentée dans une vidéo dans laquelle elle explique comment sa religion l'a soutenue dans son épreuve et l'a aidée à guérir. Depuis septembre 2016, Elizabeth Smart est correspondante de l'émission de faits divers Crime Watch Daily. Divers politiciens ont proposé des projets de loi exigeant que tous les ordinateurs aient un filtre pornographique, les qualifiant de « Elizabeth Smart Law. » Cependant, en mars 2018, son porte-parole nie sa relation avec la proposition, et son avocat leur a envoyé une lettre de mise en demeure où il leur est ordonné de ne pas utiliser son nom.
Le 5 juin 2017, à l'occasion du 15e anniversaire de son kidnapping, Lifetime diffuse un téléfilm intitulé I Am Elizabeth Smart, qu'elle a produit et commenté elle-même en relatant l'histoire de son enlèvement selon son point de vue. Le film met en vedette Alana Boden dans le rôle d'Elisabeth, Skeet Ulrich dans le rôle de Brian David Mitchell, Deirdre Lovejoy dans le rôle de Wanda Ileen Barzee, George Newbern dans le rôle d'Ed Smart et Anne Openshaw dans le rôle de Lois Smart. En 2018, Elizabeth Smart publie Where There's Hope: Healing, Moving Forward, and Never Giving Up chez St. Martin's Press,.
Son enlèvement et son sauvetage ont été largement rapportés et ont fait l'objet d'autres livres de non-fiction. En octobre 2013, My Story, un mémoire la concernant et co-écrit avec Chris Stewart est publié par St. Martin's Press. Il détaille à la fois son rapt et la création de la fondation Elizabeth-Smart, qui s'efforce de promouvoir la sensibilisation aux enlèvements,. Son oncle, Tom Smart, et l'auteur Lee Benson (en) ont rédigé un ouvrage sur la recherche de l'adolescente, In Plain Sight: The Startling Truth Behind the Elizabeth Smart Investigation. Son père, Ed Smart, a écrit Bringing Elizabeth Home et un téléfilm intitulé Un étrange enlèvement, basé sur ce livre, a été réalisé en 2003.
Elizabeth Smart a également joué de la harpe à la télévision nationale aux États-Unis.
En 2021, elle a participé à The Masked Dancer en tant que « Moth. » Elle est éliminée lors du troisième épisode de la série, se classant huitième au classement général de la compétition.
En 2022, elle est la productrice exécutive du film Lifetime Stolen by Their Father dans le cadre de son long métrage, Ripped from the Headlines, parlant des projets de Lizbeth Meredith pour récupérer ses filles retenues en Grèce par son ex-mari lors de leur visite chez lui.
En 2023, Elizabeth Smart est la productrice exécutive du film Lifetime The Girl Who Escaped: The Kara Robinson Story, qui détaillait l'enlèvement de Kara Robinson aux mains de Richard Evonitz (en).

## Vie privée
Le 11 novembre 2009, Elizabeth Smart quitte Salt Lake City pour servir comme missionnaire mormone dans la rue, à Paris ,. En novembre 2010, elle revient temporairement de sa mission pour servir de témoin principal dans le procès fédéral de Brian David Mitchell. Après le procès, elle retourne en France terminer sa mission et rentre chez elle en Utah début 2011.
Alors qu'elle est missionnaire à Paris, elle rencontre Matthew Gilmour, originaire d'Écosse. Après une cour d'un an, ils se fiancent en janvier 2012 ,, et se marient le 18 février 2012 lors d'une cérémonie privée au temple mormon de Laie,. Depuis, le couple a eu trois enfants : Chloé (née en février 2015), James (né en avril 2017) et Olivia (née en novembre 2018),,,,.
En 2019, alors qu'elle rentre chez elle en Utah à bord d'un vol Delta Air Lines, Elizabeth Smart allègue qu'elle est réveillée par un passager masculin à côté d'elle frottant l'intérieur de ses cuisses. Elle signale l'acte puis lance un programme d'autodéfense pour les femmes et les filles appelé Smart Defense.